# Route nationale 442
Pour les articles homonymes, voir Route 442.
La route nationale 442 ou RN 442 était une route nationale française évitant le faubourg d'Isle de Saint-Quentin et joignant les routes de Ham (ex-RN 30 et d'Amiens (RN 29 ex-RN 336) à la RN 44 en direction de Laon. La RN 442 a été déclassée à la suite du décret du 5 décembre 2005 et renumérotée RD 1029.
Auparavant, la RN 442 reliait Nogent-sur-Seine à la Malmaison. À la suite de la réforme de 1972, elle a été déclassée en RD 442.
Voir l'ancien tracé de la RN442 sur GoogleMaps

## Ancien tracé de Nogent-sur-Seine à la Malmaison (D 442)
- Nogent-sur-Seine (km 0)
- Saint-Aubin (km 3)
- Ferreux-Quincey (km 9)
- La Fosse-Corduan (km 12)
- Bossenay (km 14)
- Marigny-le-Châtel (km 20)
- Saint-Flavy (km 22)
- Échemines (km 27)
- Le Pavillon-Sainte-Julie (km 33)
- La Malmaison, commune de Payns (km 38)